# آرنو تورنان
آرنو تورنان (فرانسوی: Arnaud Tournant‎؛ زادهٔ ۵ آوریل ۱۹۷۸) دوچرخه‌سوار اهل فرانسه است.
وی در مسابقات کشوری و بین‌المللی در مجموع برندهٔ ۱۵ مدال طلا، ۵ مدال نقره، ۳ مدال برنز شده‌است.